# الشتاء العربي
الأحداث ما بعد الربيع العربي أو كما يُعرف الشتاء العربي هو مصطلح لصعود الاستبداد من جهة، والتطرف الديني من جهة أخرى، تتطور في أعقاب احتجاجات الربيع العربي في البلدان العربية. يشير مصطلح الشتاء العربي للأحداث التي جرت في جميع أنحاء الوطن العربي، بما في ذلك الحرب الأهلية السورية، التمرد العراقي يتبعه الحرب الأهلية العراقية، الأزمة المصرية، الأزمة الليبية والأزمة في اليمن بعد تمرد الحوثيين علي السلطة الشرعية. وقد اتخذت الأحداث على النحو المشار إليه في الشتاء العربي، في مصر والتي أدت إلى انقلاب عسكري والإطاحة بالرئيس محمد مرسي من الحكم من قبل الجيش في أعقاب مظاهرات 30 يونيو 2013. وقد بدأت الميليشيات والقبائل المختلفة في ليبيا بالقتال بعد انهيار المفاوضات، وشهدات الساحة اللبنانية والليبية والبحرينية أيضا من أحداث الشتاء العربي. شهدت ليبيا مشهد من أحداث الشتاء العربي، جنبا إلى جنب مع سوريا. وكثيرا ما وصف الصراع في شمال مالي كجزء من «الشتاء الإسلامي». وأشارت التغيرات السياسية التي وقعت في تونس، التي تنطوي على تغيير في الحكومة، فضلا عن تمرد داعش، من قبل البعض على أنها من الممكن أن «تتجه نحو الشتاء العربي».
وفقا للعلماء في جامعة وارسو، انتقل الربيع العربي تماما إلى «الشتاء العربي» من أربع سنوات منذ بدايته. يتميز الشتاء العربي بظهور العديد من الحروب الأهلية الإقليمية، وعدم الاستقرار الإقليمي، والتدهور الاقتصادي والديمغرافية للبلدان العربية، والفتنة الطائفية العرقية والدينية. وفقا لدراسة أجرتها الجامعة الأميركية في بيروت، اعتبارا من صيف 2014 أدى الشتاء العربي إلى ما يقرب من ربع مليون حالة وفاة وملايين من اللاجئين. ووفقا لمركز للدراسات الشرق الأوسط وأفريقيا، اعتبارا من أول يناير عام 2014، تكلفة الاضطرابات الأحداث ما بعد الربيع العربي في العالم العربي حوالي 800 مليار دولار أمريكي. ومن المتوقع أن تحتاج إلى المساعدة الإنسانية في عام 2014 نحو 16 مليون شخص في سوريا والعراق والأردن ولبنان وتركيا واليمن. وفقا لمجلة الإيكونوميست، مالطا قد «استفادت» من الشتاء العربي، حيث ان السياح إتجهوا إليها كبديلاً أكثر أماناً من مصر أو تونس.
أدت الاضطرابات السياسية والعنف في منطقة الشرق الأوسط وشمال أفريقيا في نزوح جماعي للسكان في المنطقة. بما في ذلك داخليا من المشردين وطالبي اللجوء واللاجئين الذين كانوا يقيمون سابقا في ليبيا، إتجهوا نحو الاتحاد الأوروبي.

## نظرة عامة
الثورات التي جاءت نتيجة مسار نضج طويل ما زالت مرادفة منذ عقود لمواجهة تاريخية بين شبان ثوريين ومجتمعات مدنية ضد أنظمة تسلطية وقمعية، وشاركت فيها القوى الإسلامية التي تمتاز بقوة تنظيمية لافتة والتي وصلت للحكم في تونس وليبيا ومصر. دور التيارات الإسلامية في الربيع العربي باعتبارهم أولاً جزءاً من المجتمع العربي الثائر وبقوة ضد فساد الأنظمة النخبوية في البلاد، وشاركت هذه التيارات سواء بالحراك السلمي أو المسلح كما نشاهد اليوم في سوريا، وإن كانت وصلت إلى السلطة فهي لم تصل إلى السلطة من عدم، فالثورة التي عبرت بالإخوان المسلمين إلى سدرة الحكم في مصر كان بسبب التنظيم السياسي الممنهج للإخوان وعبر خبرتهم الطويلة في معاركة الساحة السياسية، الأمر الذي يقابله عدم تنظيم سياسي حقيقي عند جمهور المواطنين، والتاريخ القريب المسجل بالصوت والصورة يدل على عفوية الحراك.

## الربيع العربي
الثورات العربية، أو الربيع العربي، هي حركات احتجاجية سلمية ضخمة انطلقت في بعض البلدان العربية خلال أوخر عام 2010 ومطلع 2011، متأثرة بالثورة التونسية التي اندلعت جراء إحراق محمد البوعزيزي نفسه ونجحت في الإطاحة بالرئيس السابق زين العابدين بن علي، وكان من أسبابها الأساسية انتشار الفساد والركود الاقتصادي وسوء الأحوال المَعيشية، إضافة إلى التضييق السياسي والأمني وعدم نزاهة الانتخابات في معظم البلاد العربية. ولا زالت هذه الحركة مستمرة حتى هذه اللحظة. نجحت الثورات بالإطاحة بأربعة أنظمة حتى الآن، فبعدَ الثورة التونسية نجحت ثورة 25 يناير المصرية بإسقاط الرئيس محمد حسني مبارك، ثم ثورة 17 فبراير الليبية بقتل معمر القذافي وإسقاط نظامه، فالثورة اليمنية التي أجبرت علي عبد الله صالح على التنحي. وأما الحركات الاحتجاجية فقد بلغت جميع أنحاء الوطن العربي، وكانت أكبرها هي حركة الاحتجاجات في سوريا. تميزت هذه الثورات بظهور هتاف عربي ظهر لأول مرة في تونس وأصبح شهيرًا في كل الدول العربية وهو: «الشعب يريد إسقاط النظام».
| الدولة | تاريخ البدأ    | الوضع                                                                  | النتائج | عدد الضحايا | الحالة                 |
| ------ | -------------- | ---------------------------------------------------------------------- | --- | ----------- | ---------------------- |
| العراق | 18 ديسمبر 2011 | مستمر                                                                  | - العنف غير المباشرة من الحرب الأهلية السورية مما أدى إلى غزو داعش. - استولت الدولة الإسلامية في العراق والشام (داعش) على الموصل وتكريت بين غيرها من المدن في يونيو 2014 وتعلن خلافة جديدة. - التطهير العرقي والاضطهاد من الآشوريين واليزيديين، والإعدامات الجماعية للمسلمين الشيعة من قبل داعش. - تقدم داعش على المناطق الكردية. | 23,138+     | التمرد العراقي         |
| لبنان  | 17 يونيو 2011  | مستمر                                                                  | - العنف غير المباشرة من الحرب الأهلية السورية بين القوات التي تدعم الحكومة السورية وغيرها من الجهات التي تعارض الحكومة السورية. - معارك واسعة النطاق في جميع أنحاء وادي البقاع وبلدة عرسال. - الفوضى في الحكومة، بما في ذلك انتقال السلطة الرئاسية لفترة طويلة وإلغاء الانتخابات البرلمانية. | 457–474     | الاضطرابات المدنية     |
| سوريا  | 15 مارس 2011   | مستمر                                                                  | - انشقاقات كبيرة من الجيش السوري واشتباكات بين الجنود والمنشقين - تشكيل الجيش السوري الحر، الذين سيطروا على مساحات واسعة من الأراضي في مختلف أنحاء سوريا. - معارك بين الجيش العربي السوري والجيش السوري الحر في العديد من المحافظات. - تشكيل المجلس الوطني السوري. - تعليق عضوية سوريا من جامعة الدول العربية. - تعترف العديد من البلدان الحكومة السورية في المنفى. - مقاتلون أكراد دخول الحرب بحلول منتصف عام 2013. | 191,000+    | الحرب الأهلية السورية  |
| مصر    | 22 نوفمبر 2012 | انقلاب عسكري والإطاحة بالرئيس والحكومة في يوليو 2013 الاضطرابات مستمرة | * انتخابات برلمانية فاز فيها الإخوان المسلمون بأغلبية نسبية. - انتخابات رئاسية فاز فيها مرشح الإخوان الدكتور محمد مرسي. - إنقلاب عسكري والإطاحة بالرئيس محمد مرسي من الجكم من قبل الجيش في أعقاب مظاهرات 30 يونيو 2013 في مصرالتي جاءت بعد أشهر من الاحتجاجات. - حملة واسعة ضد جماعة الإخوان المسلمين وغيرهم من الإسلاميين: - إعتقال شخصيات إسلامية كبيرة ويواجهون المحاكم. - فض الاعتصامات المؤيدة لشرعية الرئيس مرسي في 14 أغسطس 2013. - حظر المحكمة جميع أنشطة الإخوان المسلمين في مصر ومصادرة أملاكها. - الحكومة تعتبر جماعة الإخوان المسلمين على أنها منظمة إرهابية في 25 ديسمبر، 2013. - الحكم بالإعدام على المئات من أنصار جماعة الإخوان المسلمين. - اضطرابات الإخوان المستمرة ضد عزل الرئيس الأسبق محمد مرسي. - عبد الفتاح السيسي يصبح رئيسا بعد الانتخابات الثانية. الإرهاب في سيناء - تصاعد العنف في سيناء مرة أخرى. بعد الإطاحة بالرئيس الأسبق محمد مرسي شهدت سيناء "مواجهات غير مسبوقَة". | 3,500+      | الإطاحة بالحكومة       |
| ليبيا  | 23 أغسطس 2011  | استمرار العنف                                                          | - مناوشات مسلحة وصراع على السلطة (بين عامي 2011 إلى مايو 2014). - انتخابات للمؤتمر الوطني في عام 2012. - في مايو عام 2014، أطلق الخليفة بلقاسم حفتر عملية كبيرة على الميليشيات الإسلامية التي أطلق عليها اسم عملية الكرامة. - اشتداد حدة الصراع في يوليو 2014 وهو الدافع عن بنغازي من قبل مسلحين أنصار الشريعة، الذين أعلنوا المنطقة إلى "‘إمارة الإسلامية. - منطقة درنة، ليبيا التي سيطر عليها متشددون المؤيدون لداعش، معلناً إقليم برقة، الموالية لتنظيم الدولة الإسلامية في العراق والشام. |             | الحرب الأهلية المستمرة |
| تونس   | 23 أكتوبر 2011 | دستور جديد                                                             | استقالت الحكومة التي يقودها حزب النهضة؛ ومهدي جمعة يصبح رئيس الوزراء الجديد. - إنتخابات لجمعية تأسيسية على 23 أكتوبر 2011. - إحتجاجات ضد الحكومة المؤقتة التي يقودها الاسلاميون في عام 2013-2014. - رئيس الوزراء علي العريض يتنحى عن منصبه واستبداله حكومة تكنوقراط التي شكلتها مهدي جمعة وهو وزير سابق في الحكومة العريض. - اعتمد دستور جديد. |             | انتخب برلمان جديد      |